# Häresiographie
Eine Häresiographie ist eine Abhandlung, die Häresien beschreibt. Der Begriff ist nicht zu verwechseln mit Häresiologie, der Lehre von Häresien. Häresiographien sind aus dem Christentum und aus dem Islam bekannt.
Viele Häresiographien waren polemisch abgefasst. Andererseits sind gerade Häresiographien aus der Antike eine unverzichtbare Quelle für das Leben und die Lehren, derer, die sie beschreiben. So ist beispielsweise die grundlegende Glaubwürdigkeit von Irenäus von Lyon bezüglich der gnostischen Lehren durch die Funde in Nag Hammadi weitgehend erhärtet worden. Auch enthalten Häresiographien oft Zitate von Autoren, deren Werke verloren gegangen sind.
Vergleichbare Werke der islamischen Literatur werden der Gattung Milal wa-Nihal (Literatur über Religionen und Sekten) zugeordnet.
Im Christentum gibt es Häresiographien aus der Antike, aus dem Mittelalter und auch von Protestanten und Katholiken aus der Zeit nach der Reformation.

## Beispiele von Häresiographien
- Irenäus von Lyon: Adversus Haereses (2. Jahrhundert)
- Epiphanius von Salamis: Panarion (ca. 374–377)
- Johannes von Damaskus: Betreffend Häresien (Πὲρι αἱρεσὲων) (8. Jahrhundert)
- Abu Tammam: Bab al-Shaytan in Kitab al-Shajara (10. Jahrhundert)
- Ibn Hazm: Al-Fasl fi-l-Milal wa-l-Ahwa wa-l-Nihal (Unterscheiden zwischen Religionen, Ideologien und Sekten) (11. Jahrhundert)
- Ephraim Pagitt: Heresiography - Or a Description of the Heretickes and Sectaries Sprang Up in These Latter Times, 1645
- Gottfried Arnold: Unparteyische Kirchen- und Ketzer-Historie, 1699
- Johann Lorenz von Mosheim: Ketzer-Geschichte, 1748